# Ермолаевка (Пензенский район)
Ермола́евка — село в Пензенском районе Пензенской области России. Входит в состав Покрово-Березовского сельсовета.

## География
Село находится в центральной части Пензенской области, в пределах Приволжской возвышенности, в лесостепной зоне, на расстоянии примерно 15 км (по прямой) к юго-западу от села Кондоль, административного центра района. Абсолютная высота — 232 м над уровнем моря.

### Климат
Климат характеризуется как умеренно континентальный, с умеренно холодной продолжительной зимой и относительно тёплым летом. Средняя температура воздуха самого тёплого месяца (июля) — 18,8 °C (абсолютный максимум — 40 °C); самого холодного (января) — −13 — −12 °C (абсолютный минимум — −47 °C). Безморозный период длится от 117 до 133 дней. Среднегодовое количество атмосферных осадков варьируется от 467 до 604 мм, из которых большая часть выпадает в тёплый период.

### Часовой пояс
Село Ермолаевка, как и вся Пензенская область, находится в часовой зоне МСК (московское время). Смещение применяемого времени относительно UTC составляет +3:00.

## Население
| 1930 | 1939 | 1959 | 1979 | 1989 | 2002 | 2010 |
| ---- | ---- | ---- | ---- | ---- | ---- | ---- |
| 256  | ↗425 | ↘382 | ↘319 | ↗391 | ↘330 | ↘240 |

### Национальный состав
Согласно результатам переписи 2002 года, в национальной структуре населения мордва составляла 57 % из 330 чел., русские — 43 %.